# Sergio Mantovani
Sergio Mantovani, född 22 maj 1929 i Milano, död 23 februari 2001 i samma stad, var en italiensk racerförare. 
Mantovani körde åtta formel 1-lopp för Maserati med två femteplatser 1954 som bästa resultat. Vid träning inför Valentinos Grand Prix i Turin 1955 kraschade han och skadades så illa att han tvingades amputera ett ben. Mantovani var senare engagerad i italienska automobilklubben.

## F1-karriär
| Säsong | Stall/Tillverkare         | Poäng | Placering |
| ------ | ------------------------- | ----- | --------- |
| 1953   | Officine Alfieri Maserati | 0     | -         |
| 1954   | Officine Alfieri Maserati | 4     | 16        |
| 1955   | Officine Alfieri Maserati | 0     | -         |